# سد آزادی
سد آزادی (به عربی: سد الحرية) با نام سابق سد بعث یک سد و نیروگاه برق آبی در سوریه است که در رقه واقع شده است.